# Томо Бакран
„Томо Бакран” је југословенски ТВ филм из 1978. године. Режирао га је Едуард Галић а сценарио је написао Иво Штивичић по делу Мирослава Крлеже.

## Улоге
| Глумац              | Улога                      |
| ------------------- | -------------------------- |
| Душко Валентић      | Томо Бакран                |
| Петар Божовић       | Виктор Кунеј               |
| Миљенко Брлечић     | Др. Валтер                 |
| Мустафа Надаревић   | Коломан пл. Балочански     |
| Влатко Дулић        | Павле Крижанић             |
| Миодраг Радовановић | Липовац                    |
| Драган Миливојевић  | Франц Мајнарић             |
| Љуба Тадић          | Шеф полиције Кахун         |
| Иво Сердар          | Милчек                     |
| Крешимир Зидарић    | Стражар Петар Кодрња       |
| Инге Апелт          | Часна сестра               |
| Бранко Плеша        | Министар Лео Дринић        |
| Борис Бузанчић      | Задравец                   |
| Миљенка Андроић     | Лидија                     |
| Бранко Супек        | Ратковић                   |
| Звонимир Зоричић    | Тајник министра Дринића    |
| Жарко Савић         | Крпан, полицајац у цивилу  |
| Емил Глад           | Кереш, полицајац у цивилу  |
| Миа Оремовић        | Милостива са црним шеширом |
| Томислав Стрига     | Петек                      |
| Љубо Зечевић        | Илегалац Мијо Пољак        |
| Јурица Дијаковић    | Миленковић                 |
| Анте Дулчић         | Жагар                      |
| Шпиро Губерина      | Маек                       |

Остале улоге  ▼
| Глумац            | Улога                    |
| ----------------- | ------------------------ |
| Павле Богдановић  | Јуцек                    |
| Татјана Вердоник  | Ирма                     |
| Наташа Маричић    | Мелита                   |
| Лана Голоб        | Госпођа Елиза Гернер     |
| Звонимир Торјанац | Полицајац у цивилу       |
| Сабрија Бисер     | Полицајац у цивилу       |
| Миња Николић      | Кума                     |
| Антун Налис       | Кум                      |
| Љубо Капор        | Лечник у комисији        |
| Иво Фици          | Мишко, болнички портир   |
| Невенка Шаин      | Кунејева суседа          |
| Иво Јуриша        | Батлер господина Липовца |
| Велимир Хитил     | Електричар               |
| Саша Биндер       | Новинар                  |
| Драган Сучић      | Новинар                  |
| Иво Ујевић        | Новинар                  |
| Марина Немет      | Бакранова девојка        |
| Владимир Облешчук | Члан лечничке комисије   |
| Бранко Кубик      | Господин на пријему      |
| Петар Бунтић      | Полицајац у цивилу       |
| Маријан Хабазин   | Полицајац у цивилу       |